# Ambasciatori del Meclemburgo in Prussia
L'ambasciatore del Meclemburgo in Prussia era il primo rappresentante diplomatico dei granducati di Meclemburgo-Schwerin e Meclemburgo-Strelitz in Prussia.
Le relazioni diplomatiche iniziarono ufficialmente nel 1794, e terminarono nel 1932 per il Meclemburgo-Strelitz e nel 1934 per il Meclemburgo-Schwerin.

## Ambasciatori
| Ambasciatori del Meclemburgo-Schwerin (1794-1918) - 1794–1835: Friedrich August von Lützow - 1835–1850: Wilhelm von Hessenstein - 1851–1852: Adolf Friedrich von Schack - 1852–1856: Bernhard Vollrath von Bülow - 1856–1858: Carl von Gamm, "intermediario" - 1858–1862: Ernst von Hopffgarten - 1863–1867: Adolf von Sell - 1867–1873: Relazioni diplomatiche gestite dall'ambasciatore del Meclemburgo-Strelitz - 1873–1875: vacante - 1875–1889: Max von Prollius (1826–1889) - 1889–1905: Fortunat von Oertzen (1842–1922) - 1905–1918: Joachim Freiherr von Brandenstein (1864–1941) Ambasciatori del Libero stato di Meclemburgo-Schwerin (1918-1934) - 1919–1934: Friedrich Tischbein (1880–1970) 1934: Chiusura dell'ambasciata | Ambasciatori del Meclemburgo-Strelitz (1794-1918) - 1794–1867: Relazioni diplomatiche gestite dall'ambasciatore del Meclemburgo-Schwerin - 1867–1873: Bernhard Ernst von Bülow (1815–1879) - 1873–1918: Relazioni diplomatiche gestite dall'ambasciatore del Meclemburgo-Schwerin Ambasciatori del Libero stato di Meclemburgo-Strelitz (1918-1832) - 1918–1919: vacante 1919–1923: Interruzione delle relazioni diplomatiche - 1923–1932: Relazioni diplomatiche gestite dall'ambasciatore del Brunswick in Prussia 1932: Chiusura dell'ambasciata |